# Edward Herbert de Cherbury
Edward Herbert de Cherbury est un homme d’État et philosophe anglais, né à Eyton (Shrewsbury) le 3 mars 1582 et mort à Londres le 5 août 1648.

## Biographie
Il eut dans sa jeunesse une grande réputation de bravoure et de galanterie à la cour d'Angleterre et à celle de France. Après avoir servi avec distinction sous le prince d'Orange, il fut nommé par Jacques Ier ambassadeur auprès de Louis XIII. C'est à Paris qu'il se lia avec certains intellectuels, dont Hugo Grotius, qui l'incita à publier son premier ouvrage de philosophie, le De veritate (1624).
Ayant intercédé en faveur des Protestants de France, il eut à ce sujet de vifs démêlés avec le connétable de Luynes et quitta son poste. À son retour, il fut créé pair d'Irlande, puis d'Angleterre.
Herbert de Cherbury fut un des premiers à professer le déisme.

## Philosophie
Auteur d'une grande indépendance d'esprit, Herbert est un rationaliste qui combat le scepticisme (au sens moderne du terme). Son De Veritate s'ouvre sur cette affirmation : 
"I. Est veritas. Il y a de la vérité.
Je n'ai point eu d'autre intention dans cette proposition, que de dire qu'il y a de la vérité, contre l'impertinence et la sotise des sceptiques."

(De la vérité, 1639, p. 10)
Herbert de Cherbury soutient que, notre entendement ayant quelque chose de divin, celui-ci renferme des notions communes qui ne nous viennent pas des sens, mais qui sont innées en chacun et qui nous permettent de juger des choses. Elles sont gravées et imprimées en notre âme, à la façon de facultés cachées excitées par les objets extérieurs (De la vérité, 1639, p. 37-38).
John Locke fera grand cas de cette doctrine, car il l'attaquera dans son Essai sur l'entendement humain (livre I, chap. 3, § 15-19).

## Œuvres
De veritate prout distinguitur a revelatione, a verisimili, a possibili, et a falso (Paris, 1624 ; Londres, 1633, 244 p. ; et Londres, 1645, 250 p.).
Cette œuvre originale fut traduite par le Père Marin Mersenne en 1639 : De la Vérité en tant qu’elle est distincte de la Révélation, du Vraisemblable, du Possible et du Faux, s. l., s. n., 1639, 318 p.
De religione laici, Londres, 1645.
On a aussi de lui une Histoire de Henri VIII, en anglais, ouvrage très-estimé; et sa Vie, écrite par lui-même, publiée en 1730 par Horace Walpole.